# عبد الله العالي
عبد الله راشد إبراهيم العالي سياسي بحريني.

## السيرة
ولد العالي في قرية الزنج. حصل على الشهادة الثانوية الصناعية تخصص تكييف وتبريد. حصل على شهادة هندسة طيران من كلية سانت البانس بالمملكة المتحدة كما حصل على شهادة هندسة أجهزة طب الأسنان من رتر بكالزرو بألمانيا. عمل مستشار لرئيس الديوان الملكي للشئون السياسية.  عُيَّن عضوا في مجلس الشورى من 2006 إلى 2010.